# José Bergamín

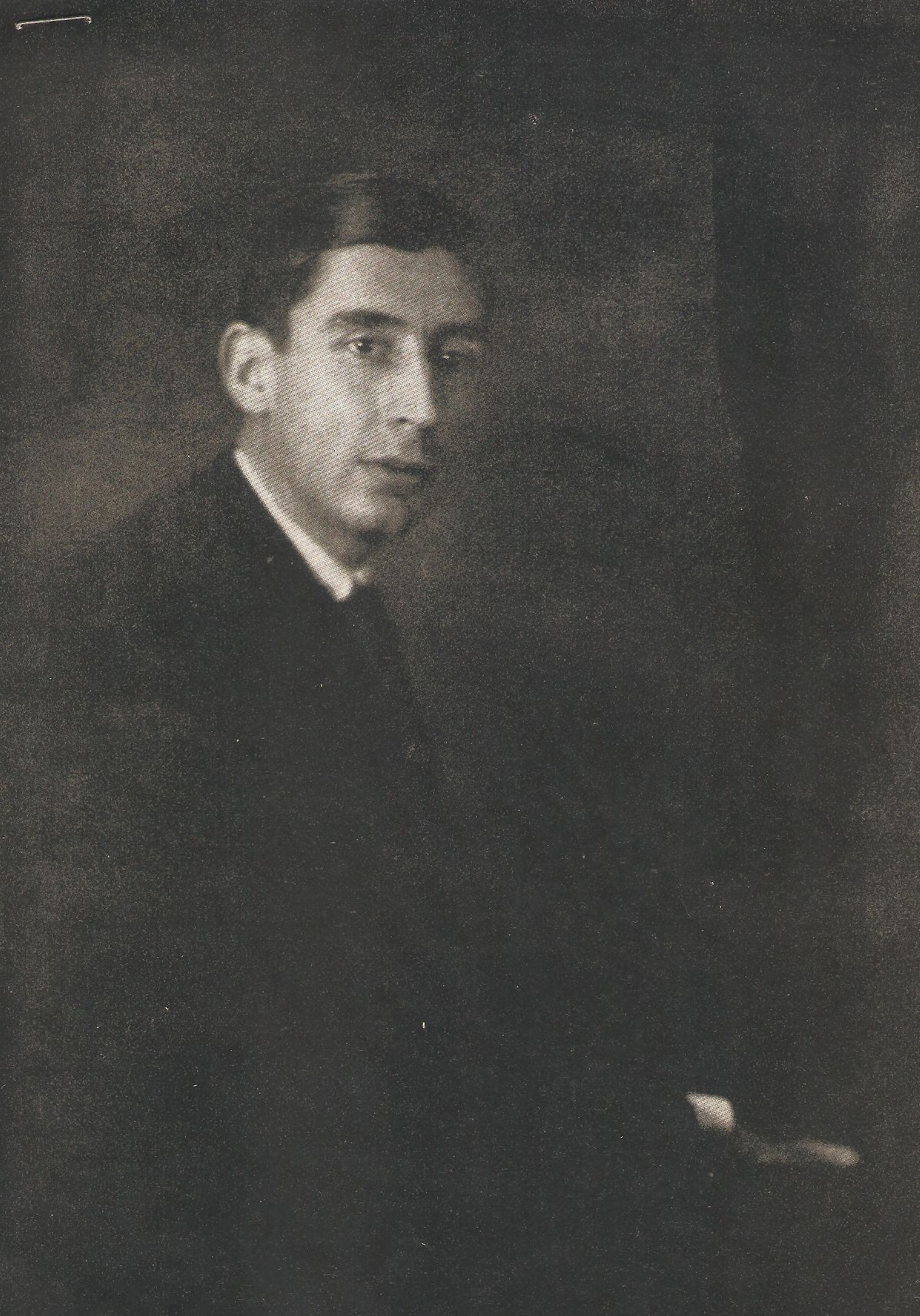
José Bergamín

José Bergamín Gutiérrez (* 30. Dezember 1895 in Madrid; † 28. August 1983 in Fuenterrabía bei Donostia-San Sebastián, Provinz Guipúzcoa) war ein spanischer Schriftsteller, Dichter und Dramaturg.

## Leben
José Bergamín wurde als jüngstes von 13 Kindern des Anwalts und konservativen Politikers Francisco Bergamín García und einer fanatischen Katholikin geboren. Zeit seines Lebens versuchte er, Katholizismus und Kommunismus miteinander zu vereinbaren. Ihm wird die Aussage: „Mit den Kommunisten bis zum Tod ... aber keinen Schritt weiter“ zugeschrieben.
Nach seinem Jurastudium begann der politisch interessierte José Bergamín Zeitungsartikel in der von Juan Ramón Jiménez geleiteten Zeitschrift Índice zu schreiben. Seine Freundschaft zu Jímenez dauerte ebenso lange wie die zu Miguel de Unamuno. Der Gruppe der Generación del 27 (später Generación de la República), die sich um diese Zeitschrift sammelte, war er wohl nur lose verbunden. Die Kritik rechnet ihn eher zur Gruppe Generación de 1914. In der Zeit der Zweiten Republik hatte Bergamín verschiedene Regierungsämter inne.
Während des Bürgerkriegs war Bergamín Vorsitzender der Allianz antifaschistischer Intellektueller. Er erteilte Pablo Picasso den Auftrag für das Gemälde Guernica für die Weltausstellung in Paris. 1937 war er Vorsitzender des Congreso Internacional de Escritores en Defensa de la Cultura in Valencia. Zahlreiche von Kommunisten und Trotzkisten während des Bürgerkriegs begangene Morde rechtfertigte er. Nach Francos Sieg floh Bergamín über New York nach Mexiko, wo er von 1939 bis 1946 lebte und sich als Herausgeber der Exilzeitschrift España peregrina und der Werke von Antonio Machado, Rafael Alberti, César Vallejo, García Lorca und Luis Cernuda in dem von ihm gegründeten Verlag Séneca betätigte.
García Lorca hatte ihm 1936 Manuskripte und Materialien zu seiner Gedichtsammlung Poeta en Nueva York übergeben und ihn um die Herausgabe gebeten, was wegen des Ausbruchs des Bürgerkriegs nicht zustande kam.
Von Mexico aus ließ Bergamín die englische Ausgabe von The Poet in New York bei Norton veröffentlichen; die Séneca-Ausgabe folgte kurze Zeit später; ob die Anordnung der Gedichte dem Willen García Lorcas entsprochen hat, war lange strittig.
1946/47 lebte Bergamín in Venezuela, dann ging er nach Uruguay und 1955 nach Frankreich. 1958 kehrte er nach Spanien zurück, verließ das Land aber 1963 auf Anraten Manuel Fraga Iribarnes wieder, nachdem er dessen Manifest gegen die Unterdrückung der asturischen Bergleute unterzeichnet hatte und seine Wohnung angezündet worden war. André Malraux erhob ihn 1966 zum Komtur des Ordre des Arts et des Lettres.
1970 kehrte Bergamín endgültig aus Frankreich nach Spanien zurück. Unglücklich über die Restauration des Königtums und die politische Entwicklung, schloss er sich der baskischen Autonomiebewegung an und zog ins Baskenland, wo er 1983 starb.

## Werke (Auswahl)
Bergamíns mystischer, noch den Traditionen des 19. Jahrhunderts verbundener Stil ist stark von Miguel de Unamuno beeinflusst. In seinen Arbeiten zum spanischen Theater des 17. Jahrhunderts zeichnete er die verwirrende Kulturblüte dieser Zeit nach. Seine Aufsätze erschienen in 110 Zeitschriften, meist in der spanischsprachigen Welt. 2013 wurden noch 32 bis dahin unveröffentlichte Gedichte, die im Pariser Exil geschrieben wurden, publiziert.
- Mangas y capirotes: España en su laberinto teatral del XVII. Madrid 1933 (Faksimilie 2007), Neuausgabe Buenos Aires 1950.
- El alma en un hilo. Mexiko-Stadt 1940 (Séneca).
- La voz apagada: Dante dantesco y otros ensayos. Mexiko-Stadt 1945.
- A volver. Barcelona 1962.
- Hora última. Madrid 1984.
- Antología poética. Madrid 1997.